# Spazio di stato
Lo spazio di stato (o spazio degli stati) è l'insieme di tutte le possibili configurazioni di un sistema fisico. Ci sono diversi tipi di spazi degli stati: in meccanica classica si usano lo spazio delle configurazioni e lo spazio delle fasi, mentre in meccanica quantistica lo spazio degli stati è rappresentato da uno spazio di Hilbert complesso.

## Spazio delle configurazioni
Dato un sistema dinamico con {\displaystyle n} gradi di libertà, lo spazio vettoriale generato dalle coordinate generalizzate {\displaystyle q_{i},\ i=1,\dots ,n} è detto spazio delle configurazioni, all'interno del quale sono determinate univocamente tutte le posizioni (ma non le velocità) di un sistema di punti. In meccanica razionale, per spazio delle configurazioni si intende solitamente una varietà differenziabile nello spazio delle coordinate generalizzate, detta varietà delle configurazioni.

## Spazio delle fasi
Si chiama spazio delle fasi di un sistema con {\displaystyle n} gradi di libertà lo spazio i cui punti rappresentano univocamente tutti e soli i possibili stati del sistema. Dunque esso è la rappresentazione grafica dello spazio di stato e ha dimensione pari a {\displaystyle 2n}. Generalmente in meccanica razionale lo spazio degli stati è una varietà differenziabile che ha come dimensione due volte il numero di gradi di libertà del sistema; inoltre, può essere definito come il fibrato cotangente dello spazio delle configurazioni. Nello spazio delle fasi l'evoluzione di un sistema dinamico discreto appare come una successione di punti, mentre quella di un sistema dinamico continuo può essere rappresentata da una curva.
La scelta delle coordinate per generare lo spazio delle fasi risulta cruciale nella caratterizzazione del sistema, in particolare di alcune sue grandezze fondamentali, come ad esempio l'energia, e delle sue equazioni del moto.

### Esempi
- In meccanica lagrangiana lo spazio degli stati è definito come lo spazio delle coordinate lagrangiane, ovvero le coppie {\displaystyle (q_{i},{\dot {q}}_{i})_{i=1,\dots ,n}}, dove le {\displaystyle {\dot {q}}_{i}}sono le velocità coniugate alle coordinate generalizzate {\displaystyle q_{i}}. La funzione che caratterizza la dinamica del sistema è la Lagrangiana:

{\displaystyle {\mathcal {L}}(\mathbf {q} ,{\dot {\mathbf {q} }})=T(\mathbf {q} ,{\dot {\mathbf {q} }})-U(\mathbf {q} )}
Le equazioni del moto, ottenute a partire dal principio di minima azione, sono le equazioni di Eulero-Lagrange:
{\displaystyle {\frac {\mathrm {d} }{\mathrm {d} t}}\left({\frac {\partial {\mathcal {L}}}{\partial {\dot {\mathbf {q} }}}}\right)-{\frac {\partial {\mathcal {L}}}{\partial \mathbf {q} }}=0}
- In meccanica hamiltoniana lo spazio delle fasi è definito come lo spazio delle coordinate hamiltoniane, ovvero le coppie {\displaystyle (q_{i},p_{i})_{i=1,\dots ,n}}, dove i {\displaystyle p_{i}} sono i momenti coniugati alle coordinate generalizzate {\displaystyle q_{i}}. L'energia totale del sistema è caratterizzata attraverso l'Hamiltoniana, che rappresenta la trasformata di Legendre della Lagrangiana:

{\displaystyle {\mathcal {H}}(\mathbf {q} ,\mathbf {p} )=\mathbf {p} \cdot {\dot {\mathbf {q} }}-{\mathcal {L}}(\mathbf {q} ,{\dot {\mathbf {q} }})}
Le equazioni del moto si ricavano riscrivendo le equazioni di Eulero-Lagrange con le nuove coordinate, in forma di equazioni di Hamilton:
{\displaystyle {\dot {\mathbf {p} }}=-{\frac {\partial {\mathcal {H}}}{\partial \mathbf {q} }}\qquad {\dot {\mathbf {q} }}={\frac {\partial {\mathcal {H}}}{\partial \mathbf {p} }}=0}
- Le formulazioni lagrangiana e hamiltoniana non sono le uniche possibili: Edward John Routh, ad esempio, propose un approccio ibrido tra le due formulazioni tradizionali della meccanica razionale. Dato un sistema meccanico con {\displaystyle m+l} gradi di libertà, il cui spazio delle configurazioni è generato dalle coordinate generalizzate {\displaystyle \left(q_{i},\zeta _{j}\right)_{j=1,\dots ,l}^{i=1,\dots ,m}} dove alle {\displaystyle q_{i}} sono associati i rispettivi momenti coniugati {\displaystyle p_{i}}, mentre alle {\displaystyle \zeta _{j}} vengono associate le rispettive velocità generalizzate {\displaystyle {\dot {\zeta }}_{j}}.[3][4] Pertanto, lo spazio delle fasi in esame avrà come generatori le coordinate routhiane {\displaystyle (q_{i},\zeta _{j},p_{i},{\dot {\zeta }}_{j})_{j=1,\dots ,l}^{i=1,\dots ,m}} le quali permettono la definizione della funzione routhiana come la trasformata di Legendre della Lagrangiana, in modo del tutto analogo a quanto avviene per l'Hamiltoniana in coordinate hamiltoniane:

{\displaystyle {\mathcal {R}}\left(\mathbf {q} ,{\boldsymbol {\zeta }},\mathbf {p} ,{\dot {\boldsymbol {\zeta }}}\right)=\mathbf {p} \cdot {\dot {\mathbf {q} }}(\mathbf {p} )-{\mathcal {L}}\left(\mathbf {q} ,{\boldsymbol {\zeta }},\mathbf {p} ,{\dot {\boldsymbol {\zeta }}}\right)}
Essendo le coordinate routhiane un insieme di coordinate canoniche, consentono alle equazioni di Hamilton di conservare la loro forma, ma, al contempo, per esse valgono anche le equazioni di Eulero-Lagrange:
{\displaystyle {\frac {\mathrm {d} }{\mathrm {d} t}}\left({\frac {\partial {\mathcal {R}}}{\partial {\dot {\mathbf {q} }}}}\right)-{\frac {\partial {\mathcal {R}}}{\partial \mathbf {q} }}=0\qquad {\dot {\mathbf {p} }}=-{\frac {\partial {\mathcal {R}}}{\partial {\dot {\mathbf {q} }}}}\qquad {\dot {\mathbf {q} }}={\frac {\partial {\mathcal {R}}}{\partial \mathbf {p} }}=0}
In generale, l'utilizzo delle coordinate routhiane risulta particolarmente vantaggioso per sistemi dove compaiono coordinate cicliche.
Nella meccanica classica lo spazio delle fasi di solito rappresenta tutte le possibili posizioni, velocità e quantità di moto di ogni punto materiale. Ad esempio, lo spazio degli stati di un pendolo semplice con massa {\displaystyle m} è un cilindro: c'è un grado di libertà per la variabile angolare che individua la posizione e che si muove su un cerchio e un grado di libertà per la velocità e la quantità di moto, che a priori possono variare lungo una retta illimitata.